# Castello di Gioiosa Guardia
Il castello di Gioiosa Guardia è un edificio fortificato risalente al XIII secolo che si trova sulla sommità di un colle nei pressi di Villamassargia nella provincia del Sulcis Iglesiente.

## Storia

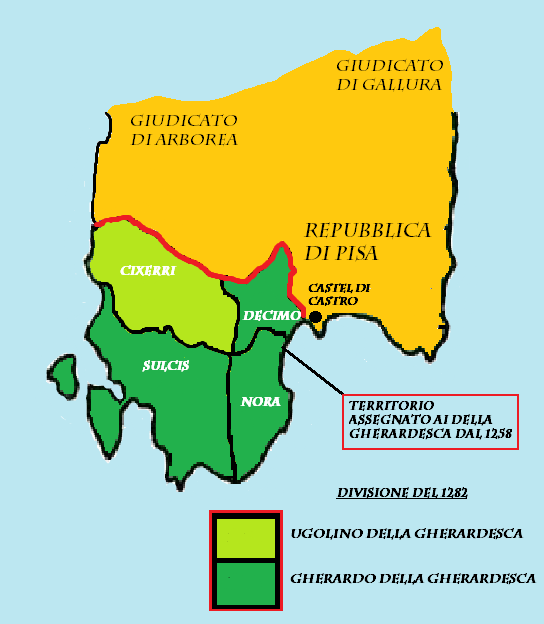
In verde i possedimenti dei Della Gherardesca nella Sardegna sud-occidentale

Il castello venne probabilmente costruito per volere dei Della Gherardesca che divennero padroni del sud-ovest sardo dopo la spartizione del Giudicato di Cagliari avvenuta nel 1258, tuttavia secondo un'altra ipotesi la sua costruzione sarebbe databile al XII secolo, durante il regno di Guglielmo I Salusio IV.
Il maniero sorge nel punto di confine fra il territorio di Ugolino della Gherardesca (curatoria del Cixerri) e quello degli eredi di Gherardo della Gherardesca (curatorie di Sulcis, Nora e Decimo). Venne occupato per un breve periodo, fra il 1290 e il 1295 circa, da Guelfo della Gherardesca, figlio del defunto conte Ugolino, che tentava di appropriarsi dei territori in mano ai Della Gherardesca gherardiani: Ranieri e Bonifazio.
A seguito delle guerre fra il Giudicato di Arborea e il Regno di Sardegna il castello assunse nuovamente una funzione militare; dai documenti si evince che venne conquistato e occupato temporaneamente da Brancaleone Doria, marito di Eleonora d'Arborea.
Il castello nei secoli successivi passò in mano a vari feudatari aragonesi.

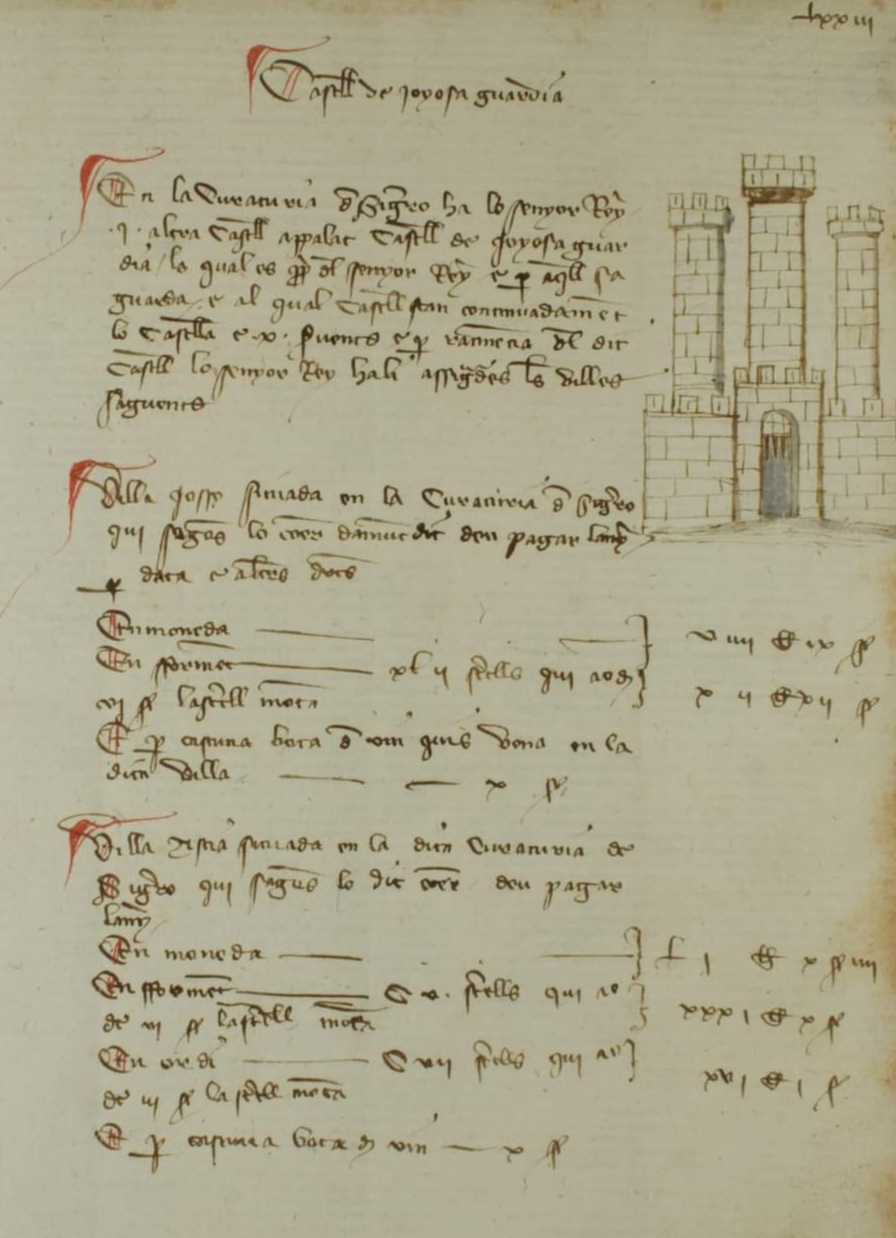
Castello di Gioiosa Guardia, Compartiment de Sardenya 1358